# Peng Meng
Peng Meng (chinesisch 彭蒙, Pinyin Péng Méng) war ein chinesischer Philosoph aus der Zeit der Streitenden Reiche. Er war Mitglied der Jixia-Akademie (chinesisch 稷下學宮, Pinyin Jìxià xúegōng) im alten Staat Qi, dem geistigen Zentrum der damaligen chinesischen Welt.
Er war Lehrer von Tian Pian (chinesisch 田骈, Pinyin Tián Pián) und ein früher Vertreter der Legalisten, einer der Neun Strömungen der vor-Qin-Zeit.
| Personendaten    | Personendaten                                              |
| ---------------- | ---------------------------------------------------------- |
| NAME             | Peng, Meng                                                 |
| ALTERNATIVNAMEN  | 彭蒙 (traditionelles Chinesisch); Péng Méng                |
| KURZBESCHREIBUNG | chinesischer Philosoph                                     |
| GEBURTSDATUM     | zwischen 5. Jahrhundert v. Chr. und 3. Jahrhundert v. Chr. |
| STERBEDATUM      | zwischen 5. Jahrhundert v. Chr. und 3. Jahrhundert v. Chr. |